# Гревс, Иван Михайлович
Ива́н Миха́йлович Гревс (1860—1941) — русский и советский историк, медиевист, специалист по истории Римской империи, педагог, краевед и общественный деятель. Теоретик и проводник экскурсионного метода в преподавании истории. Доктор исторических наук, профессор Петербургского университета, Бестужевских курсов. Глава ленинградской школы медиевистики.

## Биография
Родился в дворянской семье в селе Лутовиново Бирюченского уезда Воронежской губернии (ныне — Волоконовский район Белгородской области). Дата рождения в разных источниках указывается по-разному: либо 4 (16) мая (согласно картотеке Амбургера), либо 5 (17) мая (дата, указанная на надгробии).
Учился в Ларинской гимназии, которую окончил с золотой медалью в 1879 году; затем — на историко-филологическом факультете Петербургского университета, где круг его научных интересов определился влиянием выдающегося русского византиниста В. Г. Васильевского, П. Г. Виноградов, Фюстель де Куланж. Уже в студенческие годы Гревс написал сочинение «Римско-Византийское Государство в VI в., по законодательным сборникам христианских императоров». Как пишет А. Свешников, значительное влияние на формирование взглядов И. М. Гревса оказала зарубежная командировка, предоставленная Министерством народного просвещения. Большую часть её он провёл во Франции и Италии. Именно под влиянием идей французских медиевистов, в первую очередь, исторической концепции Н. Д. Фюстеля де Куланжа, и сложилась оригинальная для российской медиевистики система взглядов самого И. М. Гревса.
По окончании университета в 1883 году со званием кандидата был оставлен при нём для подготовки к магистерскому экзамену. Стал преподавать в женской гимназии Е. Н. Стеблин-Каменской (1884—1885), Первом кадетском корпусе (1884—1885) и гимназии Э. П. Шаффе (1884—1889), где читал, главным образом, педагогику, историю и географию. Кроме этого также преподавал в Елизаветинском училище (1885—1890), женской Петровской гимназии (с 1886) и гимназии Л. С. Таганцевой (1887—1906), в которой вместе с тем был председателем педагогического совета. С 1888 года преподавал в «филологической» гимназии при Санкт-Петербургском историко-филологическом институте, а в 1889—1890 гг. читал курс педагогики на курсах при Патриотическом институте.
Находясь в университете, в 1881—1883 годах принимал участие в народовольческих кружках (В. Караулов, А. Гаусман, Г. Андронников, Ю. Антоновский и другие); был арестован и содержался под стражей в Доме предварительного заключения с 18 по 24 ноября 1884 года. Привлечён к дознанию при Петербургском жандармском управлении по делу о рабочей группе партии «Народная воля» (дело М. Орлова, Н. Воронцовой и других) ввиду нахождения его адреса у В. Полюхова. При обыске обнаружен журнал «Вперёд» и гектографированная брошюра Либкнехта «В защиту права». По освобождении подчинён особому надзору полиции. По высочайшему повелению от 22 января 1886 года вменено в наказание предварительное содержание под стражей. По распоряжению департамента полиции от 25 февраля 1886 года подчинён негласному надзору, продолжавшемуся до 1903 года.
В Санкт-Петербургском университете преподавал историю средних учебных заведений и в 1889 году получил место приват-доцента. В этом же году стал членом-учредителем Исторического общества при университете. В 1890—1892 и 1894—1896 годах Гревс был командирован за границу. В библиотеках и семинариях Рима и Парижа он готовил большое исследование об экономической структуре и социальной психике переходного от республики к империи римского общества, части которого затем появлялись в «Журнале Министерства Народного Просвещения». В это время созрели главные основы научного миросозерцания Гревса: «вера в творческую, определяющую роль сознаний в глубине даже так называемого стихийного процесса истории и в непрерывную могучую жизненность культурной римской традиции». Эти идеи Гревс пропагандировал на своих профессорских курсах, которые он с 1892 года вёл на Высших женских (Бестужевских) курсах (1892—1899, 1902—1918) и в университете (1903—1923, 1934—1941).
Распоряжением министра народного просвещения Н. П. Боголепова он был уволен от звания приват-доцента и профессора Высших женских курсов после студенческих волнений 1899 года. В 1900 году Гревс защитил магистерскую диссертацию «Очерки из истории римского землевладения, преимущественно во времена империи» (в рецензиях Ф. Ф. Зелинского, Н. И. Кареева и М. И. Ростовцева, несмотря на некоторые спорные положения, «Очерки» были оценены как выдающийся научный труд); находился к тому времени под влиянием концепции К. Бюхера. Он много работал как член или председатель комиссий, организовавших ряд частных школ в Петербурге (Тенишевское училище, Коммерческое училище в Лесном); как преподаватель истории в Тенишевском училище и в Александровском лицее. В 1901 году был профессором в политехническом институте, в 1902 году возвратился в университет и на Высшие женские курсы. Стал первым профессором Петербургского университета, сделавшим своей основной специальностью историю западноевропейского средневековья.
В 1903—1904 годах принимал деятельное участие в организации Союза освобождения. В 1905 году вступил в конституционно-демократическую партию.
В качестве декана филологического факультета Бестужевских курсов был одним из главных деятелей проведения семинарской организации и устройства семинарских библиотек. Гревс был сторонником больших исторических экскурсий, которые ценил и как орудие общего образования, и как «необходимый вид исторического семинария», в открываемой ими возможности «идти навстречу подлинным следам мировой культуры». В 1921—1924 годах И. М. Гревс возглавлял Гуманитарный отдел Петроградского экскурсионного института.
В 1920-х годах Гревс и его ученики подвергались нападкам за «идеализм». Потеряв работу в университете (1923), занимался литературным трудом, с 1925 года постоянно сотрудничал в Центральном бюро краеведения. Был связан с кружком «Воскресение». В 1930 году был ненадолго арестован.
С осени 1935 года был преподавателем кафедры истории Средних веков ЛГУ.
Умер 16 мая 1941 года. Похоронен на Волковском лютеранском кладбище (уч. 8; Томашевская дорожка).
И. М. Гревс стал основоположником петербургской школы медиевистики конца XIX — первой трети XX века. Как отмечает С. С. Неретина: «В связи с революцией 1917 г. историческая школа Гревса развалилась (и потому, что была религиозной, и — это, наверное, главное — потому, что большая часть историков того времени входили в кадетскую партию».
У каждого «великого автора», полагал И. М. Гревс, существует целостная система взглядов. Как отмечают, особенностью работы И. М. Гревса было тщательное исследование источников и сопоставление данных.
Большинство работ учеников И. М. Гревса посвящено изучению средневековой истории романских стран (т. е. Италии и Франции). Гревс стоял у истоков краеведения (родиноведения), современной урбанистики и экскурсионного дела. Как отмечает К. Бамбизова, школу Гревса всегда отличал интерес к внутреннему миру личности, её миросозерцанию, поведению, установкам, повседневному окружению.
В 2005 году в Санкт-Петербурге была проведена научная конференция, посвященная 145-летию со дня его рождения.

## Адреса в Петрограде/Ленинграде
- 1890 — 6-я линия Васильевского острова, 15[21]
- 1914—1918 — 14-я линия Васильевского острова, 31—33;[22]
- 1918—1923 — Тучкова набережная, 20;
- 1923—1941 — 9-я линия Васильевского острова, 48.

## Сочинения
Основные работы И. М. Гревса — труды по истории римского землевладения, средневековых культуры и быта.
- Очерки из истории римского землевладения (преимущественно во время империи). Т. I. — СПб., 1899.
- Очерки флорентийской культуры, 1903—1905.
- Очерки о Данте, 1913—1923
- Кровавая свадьба Буондельмонте. Жизнь итальянского города в XIII в., 1925
- Тургенев и Италия (Культурно-исторический этюд). С приложением справки «Тургенев и Петербург». Обложка М. Добужинского. — Л.: Брокгауз — Ефрон, 1925.
- Тацит. — М.—Л., 1946 (опубликована посмертно)
- Человек с открытым сердцем. Автобиографическое и эпистолярное наследие Ивана Михайловича Гревса (1860—1941) / сост. и ред. О. Б. Вахромеева. — СПб., 2004.
- Переписка И. М. Гревса и Вяч. Иванова / Изд. текстов, исследование и комментарии Г. М. Бонгард-Левина, Н. В. Котрелева, Е. В. Ляпустиной. — М., 2006